# Alij Koszew
Alij Jusufowicz Koszew (ros. Алий Юсуфович Кошев, ur. 1 września 1922 w aule Bleczepsin w Adygei, zm. 13 stycznia 1971 w Majkopie) – radziecki wojskowy, Bohater Związku Radzieckiego (1944).

## Życiorys
Urodził się w adygejskiej rodzinie chłopskiej. Skończył 8 klas szkoły, pracował w kołchozie, od 18 października 1941 służył w Armii Czerwonej. Uczestniczył w walkach na Froncie Południowym, Północno-Kaukaskim, Zakaukaskim, Centralnym, 1 i 2 Ukraińskim oraz 1 Białoruskim. Walczył nad rzeką Mius, w obronie Rostowa nad Donem i Kaukazu, bitwie pod Kurskiem, brał udział w wyzwalaniu Lewobrzeżnej Ukrainy i forsowaniu rzek Desna, Dniepr i Prypeć, w operacji korsuń-szewczenkowskiej i humańsko-botoszańskiej, forsowaniu Dniestru i zajmowaniu Mołdawii i Rumunii, operacji warszawsko-poznańskiej, pomorskiej i berlińskiej. Wyróżnił się jako saper 90 samodzielnego batalionu saperów 3 Korpusu Piechoty 2 Armii Pancernej 2 Frontu Ukraińskiego w stopniu gefrajtera podczas forsowaniu Dniestru w rejonie miasta Soroki w marcu 1944. W 1945 brał udział w wyzwalaniu Grójca, Warszawy, Sochaczewa, Bydgoszczy i zdobywaniu Gülzowa w Niemczech. Po wojnie, w 1945 został przeniesiony do rezerwy. Jego imieniem nazwano szkołę i ulice w dwóch miejscowościach.

## Odznaczenia
- Złota Gwiazda Bohatera Związku Radzieckiego (13 września 1944)
- Order Lenina (13 września 1944)
- Medal „Za Odwagę” (18 sierpnia 1943)
- Medal „Za zwycięstwo nad Niemcami w Wielkiej Wojnie Ojczyźnianej 1941–1945”

I inne.